# DeTrina White
DeTrina Mary White (Lafayette, 3 aprile 1980) è un'ex cestista statunitense, professionista nella WNBA.

## Carriera
È stata selezionata dalle Indiana Fever al secondo giro del Draft WNBA 2003 (20ª scelta assoluta).